# Carl-Maria-von-Weber-Hain

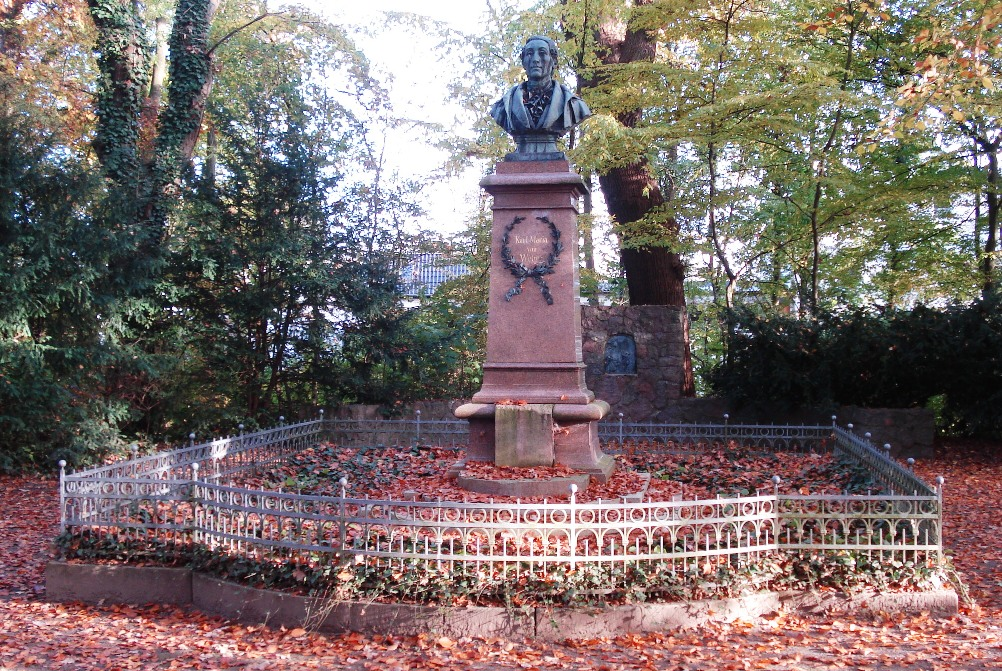
Der Carl-Maria-von-Weber-Hain mit dem Carl-Maria-von-Weber-Denkmal

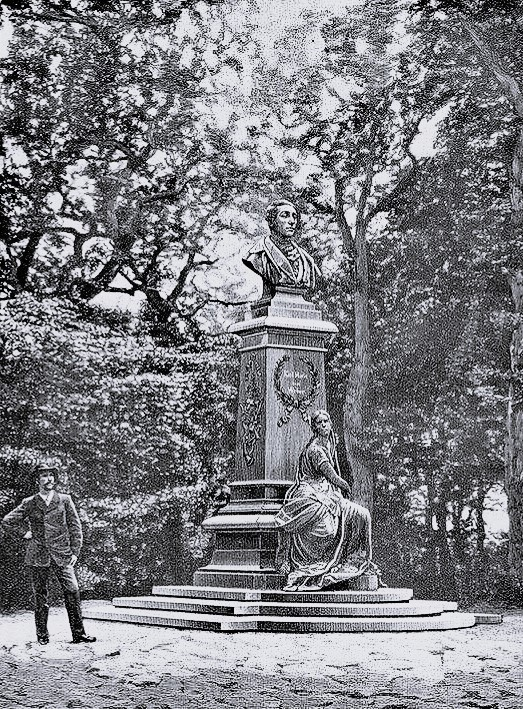
Ursprünglich (1891)

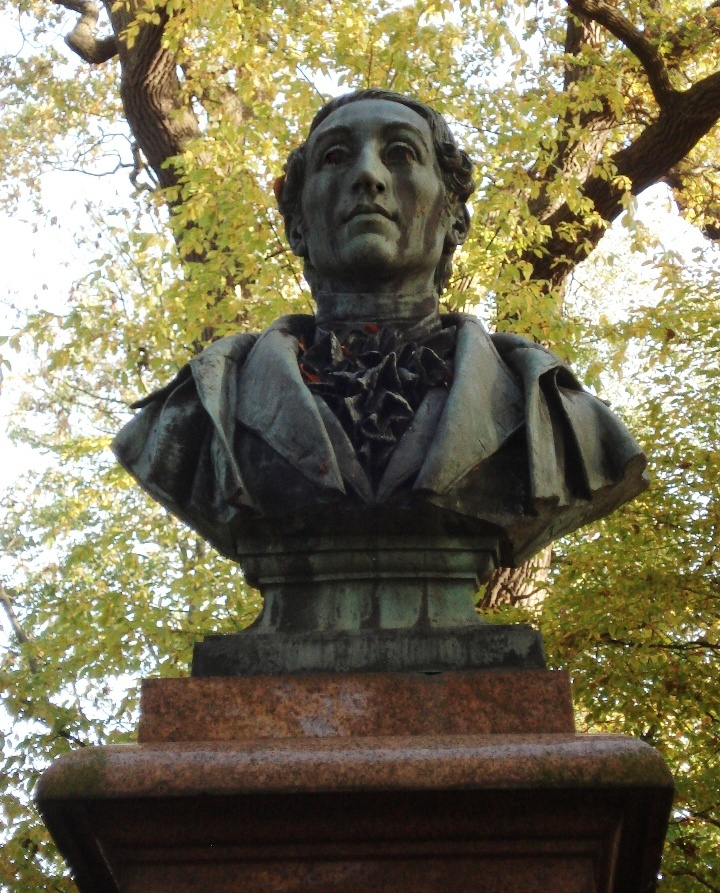
Die Büste Carl Maria von Webers

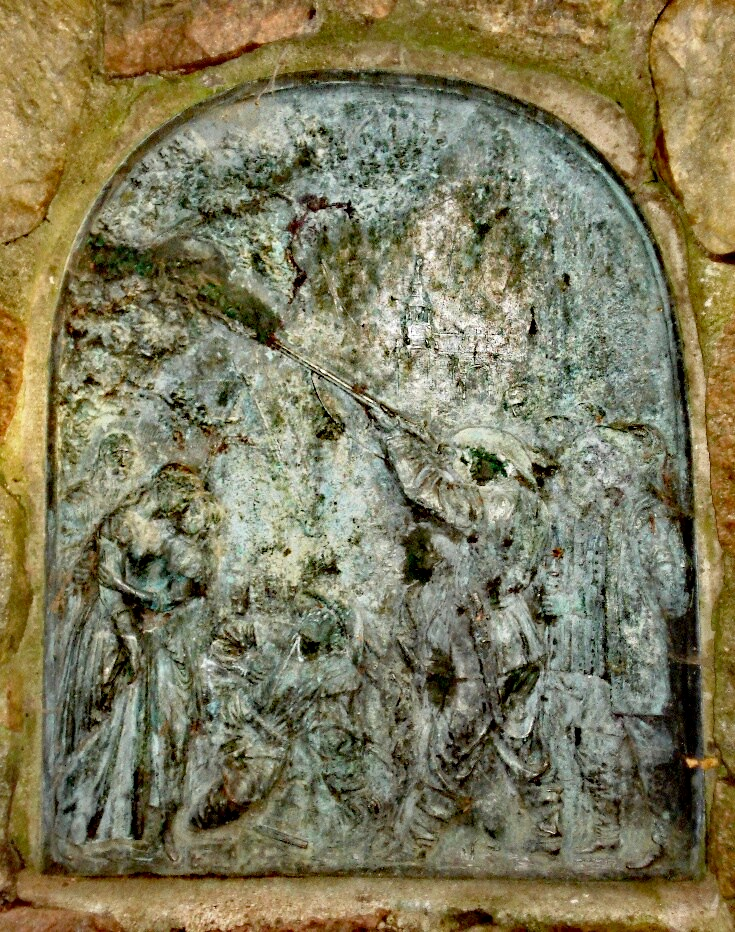
Das Relief mit der Szene aus der Oper Der Freischütz

Der Carl-Maria-von-Weber-Hain (häufig kurz als „Weberhain“ bezeichnet) ist ein Ehrenhain für den Komponisten Carl Maria von Weber in dessen Heimatstadt Eutin im Kreis Ostholstein in Schleswig-Holstein. Dort befindet sich das Carl-Maria-von-Weber-Denkmal.

## Quellen

Der Weberhain im Zustand von 1907 mit Weberhalle

## Ehrenhain
Der Ehrenhain ist ein nahe dem Ortszentrum von Eutin gelegener Hain, in dem sich – leicht erhöht auf einer Freifläche – das von einem niedrigen schmiedeeisernen Gitter umgebene Denkmal befindet. Der Hain hat einen dreieckigen Grundriss und wird südwestlich von der Carl-Maria-von Weber-Straße und nordnordöstlich von der Charlottenstraße begrenzt.
Auf der südöstlichen Seite wird die Freifläche von einer niedrigen, in der Mitte ca. 1,5 m hohen Mauer aus behauenen Feldsteinen abgeschlossen. In dem mittleren Teil der Mauer ist ein Relief mit einer Szene aus der Oper Der Freischütz von Carl Maria von Weber eingelassen.

## Denkmal
Das Denkmal besteht aus einer mannshohen, viereckigen Säule („Obelisk“) aus rotem Granit auf der eine Büste Carl Maria von Webers steht und die auf der Vorderseite einen mit Schleifen geschmückten Lorbeerkranz mit der Inschrift „Karl Maria von Weber“ in goldenen Buchstaben trägt.
Ursprünglich befand sich neben der Säule eine Figur der Muse Polyhymnia – diese wurden während des Zweiten Weltkrieges entfernt und als Buntmetall eingeschmolzen.

## Entstehung
Das Denkmal wurde 1890 von der Weber-Gesellschaft errichtet, um den 1786 in Eutin geborenen Carl Maria von Weber zu ehren.
Für die Gestaltung wurde 1887 ein Gestaltungswettbewerb veranstaltete, den der Schwartauer Bildhauer Paul Peterich gewann, der daraufhin die Büste und die Figuren schuf. Das Denkmal selbst wurde durch Spenden finanziert.

## Einweihung
Am 1. Juli 1890 fand eine festliche Einweihung statt. Zu Beginn führten vor Ort 150 Sänger und 55 instrumentalisten unter der musikalischen Leitung des Eutiner Organisten Carl Heynsen Webers Freischützmesse auf. Gesangssolisten waren Mathilde Brandt-Görtz aus Hamburg, Clara Nittschalk aus Berlin, sowie die Schweriner Carl Dierich und Otto Drewes. Konzertmeister war der Geiger Henry Schradieck. Der Chor wurde aus Eutiner und Lübecker Gesangsvereinen gebildet. Nachdem das Denkmal enthüllt worden war, wurde die vorgesehene Festrede aufgrund widrigen Wetters verschoben.
Nach einem Festumzug der Gesellschaft durch Eutin gaben die Musiker am Nachmittag in einer Festhalle ein Konzert, dessen Programm aus Werken von Webers bestand und auf dem der Dichter Detlev von Liliencron die Festrede hielt.

## Sonstiges
Der Carl-Maria-von-Weber-Hain ist als Naturdenkmal ausgewiesen.